# Thioscelis
Thioscelis is een geslacht van vlinders van de familie sikkelmotten (Oecophoridae), uit de onderfamilie Stenomatinae.

## Soorten
- T. directrix Meyrick, 1909
- T. fuscata Duckworth, 1967
- T. geranomorpha Meyrick, 1932
- T. niparia Duckworth, 1967
- T. whalleyi Duckworth, 1967